# Petra Schmitz
Petra Schmitz (* 22. Februar 1972 in Sankt Vith) ist eine belgische Politikerin (ProDG) und seit 2008 Abgeordnete im Parlament der Deutschsprachigen Gemeinschaft.

## Leben
Sie besuchte bis 1990 die  Bischöfliche Schule St. Vith und legte dort ihr Abitur ab. 1990 bis 1993 studierte Petra Schmitz an der Hochschule der DG, um Primarschullehrerin zu werden. Im Wintersemester 1993/1994 studierte sie an der RWTH Aachen im Hauptfach Germanistik mit den Nebenfächern Politik und Philosophie. Von 1995 bis 2011 war sie dann Grundschullehrerin. 2012 wurde sie Fachbereichsleiterin am Zentrum für Förderpädagogik. Dort ist sie verantwortlich für die Primarabteilung des ZFP Eupen und sie koordiniert die Integration im Norden der DG.
In ihrer Freizeit engagiert sie sich seit vielen Jahren als Schauspielerin und als Regisseurin in der Theatergruppe Kettenis.
Sie hat eine Tochter.

## Politik
Sie war Gründungsmitglied von ProDG und gehört seit 2008 dem Vorstand an. Seit 2009 ist sie Abgeordnete im Parlament der Deutschsprachigen Gemeinschaft. 

## Aufgaben im DG-Parlament
- Mitglied des Ausschusses III für Unterricht Ausbildung und Erwachsenenbildung
- Erste Sekretärin im PDG[1]